# ゲオスミン
ゲオスミン (geosmin) は降雨のあとの地面のにおいを持つ有機化合物の一種で、デカリン誘導体のアルコール。ジェオスミンとも呼ばれる。光学異性体が存在し、天然のものは (−) 体である。IUPAC名は (4S,4aS,8aR)-4,8a-ジメチル-1,2,3,4,5,6,7,8-オクタヒドロナフタレン-4a-オール (4S,4aS,8aR)-4,8a-dimethyl-1,2,3,4,5,6,7,8-octahydronaphthalen-4a-ol である。
語は「大地の臭い」を意味し、テーブルビートのもつ土のような味や下水道から発生するカビ臭の原因物質でもある。ヒトの鼻はゲオスミンに対して敏感であり、5ppt程度の濃度でもそのにおいを感じることができる。
1965年に放線菌の代謝産物として単離された。その後、1968年に全立体異性体の全合成によって立体配置が決定された。両鏡像異性体の合成は1989年に達成されている。
藍藻や放線菌、特にストレプトマイセス属などの微生物によって産生され、それらが死んだときに放出される。ゲオスミンはセスキテルペンの前駆体であるファルネシル二リン酸から生合成される。
ゲオスミンは雨によって土中から大気中に拡散し、独特の雨上がりのにおいのもとになる。水の供給を表流水に頼っている地域では、ゲオスミンを作り出す微生物が土中から水源に放出されることで水がまずくなる、という現象が定期的におこる。
また、日本では湖の植物プランクトン由来のゲオスミンが、湖を水源とする水道水にカビ臭をつけることで知られており、ゲオスミンの濃度が高くなる時期には活性炭を使用して脱臭が行われることがある。
また、コイやナマズなど水底に住む淡水魚が持つ泥臭いにおいのもとでもある。